# 11842 Kap'bos
11842 Kap'bos (1987 BR1) là một tiểu hành tinh vành đai chính được phát hiện ngày 22 tháng 1 năm 1987 bởi E. W. Elst ở Đài thiên văn Nam Âu.